# Johan II van Wisch

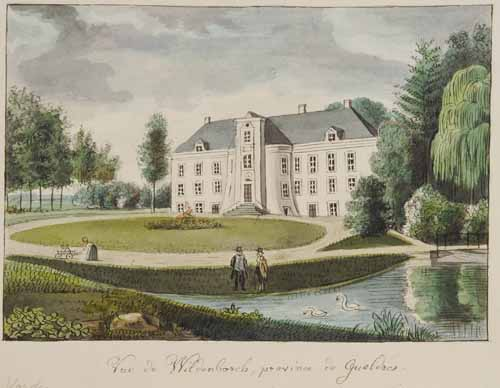
Kasteel De Wildenborch ca. 1800 door een anonieme schilder.

Johan II van Wisch is een zoon van Hendrik III van Wisch en Irmgard van Sayn-Witgenstein
Johan II van Wisch, Johan vertoefde regelmatig op zijn kasteel de Wildenborch bij Vorden. Daar gedroeg hij zich als een roofridder en stroopte geregeld het graafschap Zutphen af. Uitstapjes naar Overijssel kwamen ook voor. De Wildenborg werd regelmatig belegerd om hem tot andere gedachten te dwingen, in 1490 door Zutphen en Deventer en in 1506-1508 driemaal door hertog Karel van Gelre en de stad Zutphen. Tevergeefs echter, want door de ligging van de Wildenborch, midden in de moerassen, was het vrijwel onneembaar. In 1512 verzoende Johan van Wisch zich met zijn wettige gezag.
Johan trouwde met Margaretha van Ketteler (1452-1527). Zij was een dochter van Goswin I Kettler zu Assen en Elisabeth van Hatzfeld zu Wildenburg. Uit zijn huwelijk zijn twee zoons geboren: 
- Gijsbert van Wisch
- Hendrik V van Wisch

Wapen van Wisch
Wapen Kettler Neu Assen
Wapen von Hatzfeld